# اوگو لوگران
اوگو لوگران (فرانسوی: Ugo Legrand‎؛ زادهٔ ۲۲ ژانویه ۱۹۸۹) جودوکار اهل فرانسه بود.
وی در مسابقات کشوری و بین‌المللی در مجموع برندهٔ ۱ مدال طلا، ۱ مدال نقره، ۳ مدال برنز شده‌است.